# Рамин Нурколипур
Рамин Нурколипур (перс. رامین نورقلی‌پور‎; род. 16 апреля 1971) — иранский политический деятель туркменского происхождения. Был депутатом парламента и членом фракции реформистов «Омид» в иранском парламенте. Он был избран в парламент от избирательного округа западной провинции Голестан, включающего четыре избирательных округа: Кордкуй, Бендер-Торкемен, Бендер-Гез и Гюмюшан. Он представлял большую часть туркменской общины Ирана в иранском парламенте в течение четырех лет с 2016 по 2020 год.

## Карьера
Имеет докторскую степень в области ГИС и геоматической инженерии в Университете Путра в Малайзии, а также степень магистра и бакалавра в области разработки природных ресурсов в Тегеранском университете и Университете сельскохозяйственных наук и природных ресурсов Горгана соответственно.
На 10-х парламентских выборах в Иране в 2016 году он был включен в список Всепроникающей коалиции реформистов: Второй шаг под названием «Список надежды», а затем избран в парламент, набрав 66,5% голосов среди 14 кандидатов. В парламенте он был членом фракции реформистов «Омид» в иранском парламенте.

## Отказ от выдвижения кандидатуры на выборах в законодательные органы Ирана 2020 года
Выборы в законодательные органы Ирана состоялись 21 февраля 2020 года. Из-за неприемлемой социально-экономической ситуации в Иране и отсутствия положительного влияния парламента на ситуацию в стране он отказался выдвигать свою кандидатуру на всеобщих выборах в Иране в 2020 году. В письме от 8 декабря 2019 года он объяснил причины, по которым решил отказаться от выдвижения своей кандидатуры на предстоящих выборах в законодательные органы:
Я извиняюсь перед иранцами за отсутствие положительного влияния парламента на улучшение экономических условий в стране, в то время как, напротив, мы наблюдаем снижение экономической мощи и ужесточение ваших условий жизни, по крайней мере, в течение последних четырех лет. У меня нет достойного ответа на ваши законные ожидания от парламента по улучшению вашей жизни и условий жизни, что является одним из основных требований любого человека от его чиновников.